# Aguila Saleh Issa

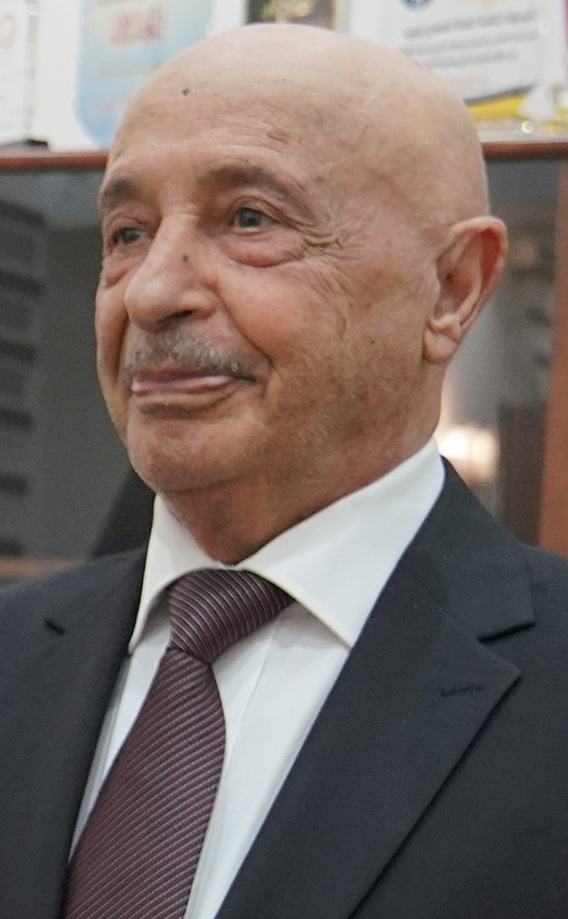
Aguila Saleh Issa

Aguila Saleh Issa el-Obeidi (arabisch عقيلة صالح عيسى العبيدي, DMG ʿAqīla Ṣāliḥ ʿĪsā al-ʿUbaidī; *  1. Januar 1944 in Gubba) ist ein libyscher Jurist und parteipolitisch unabhängiger Politiker. Er ist seit dem 5. August 2014 der Vorsitzende des Abgeordnetenrates (Parlamentspräsident).
Aguila Saleh Issa bekleidete unter dem 2011 gestürzten Diktator Muammar al-Gaddafi mehrere Ämter im Justizwesen und wurde danach zum Abgeordneten für die Stadt Gubba im Osten des Landes gewählt. Wegen der mächtigen Milizen in Libyen rief er die Vereinten Nationen (UN) zur Intervention auf. Dabei sagte er: „Wir warten immer noch auf eine Intervention der internationalen Gemeinschaft, welche das libysche Volk schützen und das Blutvergießen beenden wird.“
Issa stand einige Zeit auf der Seite des Warlords Chalifa Haftar, distanziert sich aber seit Anfang 2020 von ihm. Ihm wird nachgesagt, selbst Ambitionen auf das höchste Staatsamt zu haben.